# Yandex SpeechKit
Yandex SpeechKit (произносится как Яндекс СпичКит) — технология распознавания речи и синтеза речи от российской компании Яндекс.

## Краткие сведения

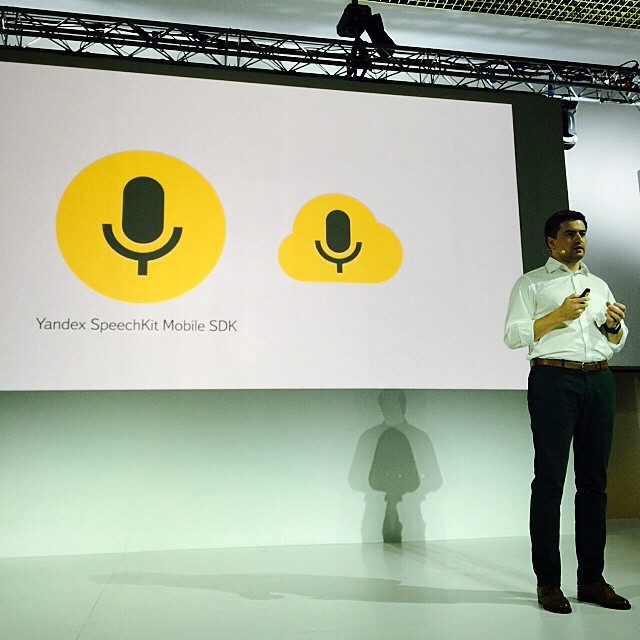
Демонстрация новых возможностей СпичКита на YaC-2014

Разработками в области обработки естественной речи компания «Яндекс» занимается с 2012 года.
SpeechKit был представлен 2 октября 2013 года на ежегодной технологической конференции Яндекса YaC.
Мобильный голосовой поиск на основе этой платформы доступен для смартфонов под управлением iOS, «Андроид» и Windows Phone 8 и понимает запросы на русском и турецком языках. Поддерживаются две темы запросов: «общая» (обычные запросы) и «гео» (адреса и названия организаций), причём, по словам разработчиков, точность распознавания составляет 84 % и 94 % соответственно. Скорость распознавания — 1,1 секунды.
SpeechKit используется в приложениях «Яндекс Браузер», «Яндекс Город», «Яндекс Карты», «Яндекс Навигатор» и ещё около 400 приложениях.
4 августа 2014 годы был представлен облачный сервис SpeechKit Cloud SDK (произносится как СпичКит Клауд, СДК). Разработка предназначена для встраивания в игры, развлекательные и навигационные сервисы. Первый месяц использования СДК бесплатный, далее стоимость будет рассчитываться, исходя из количества запросов.

## Возможности

### Голосовая активация
Система распознавания речи в миниатюре — возможность привязывать к любому слову или фразе любую команду для устройства; не требует доступа в интернет, для запуска не нужно нажимать какие-либо кнопки: программа постоянно работает в фоне.

### Выделение смысловых объектов
Способность извлекать из слов смысл и анализировать контекст: к примеру, система поймёт, что во фразе «Позвони Владимиру» имеется в виду человек, а во фразе «Поехали во Владимир» — город.

### Синтез речи
Преобразование текста в речь на базе скрытых марковских моделей.

## Применение технологии
Комплекс речевых технологий Яндекса успешно применяется в различных направлениях:
- Персональный помощник «Алиса»[8];
- Мультимедийная система голосового управления автомобилем, являющаяся конкурентом Car Play и Android Auto (подписаны контракты с «КАМАЗом», «Toyota» и «Honda»)[9];
- Перевод денежных средств голосом у Бинбанка[10];
- Автоматическое тегирование звонков, впервые внедренное c Calltouch[11];
- Автоозвучка текстов (на сайте газеты «Известия»)[12].